# Kolej regionalna

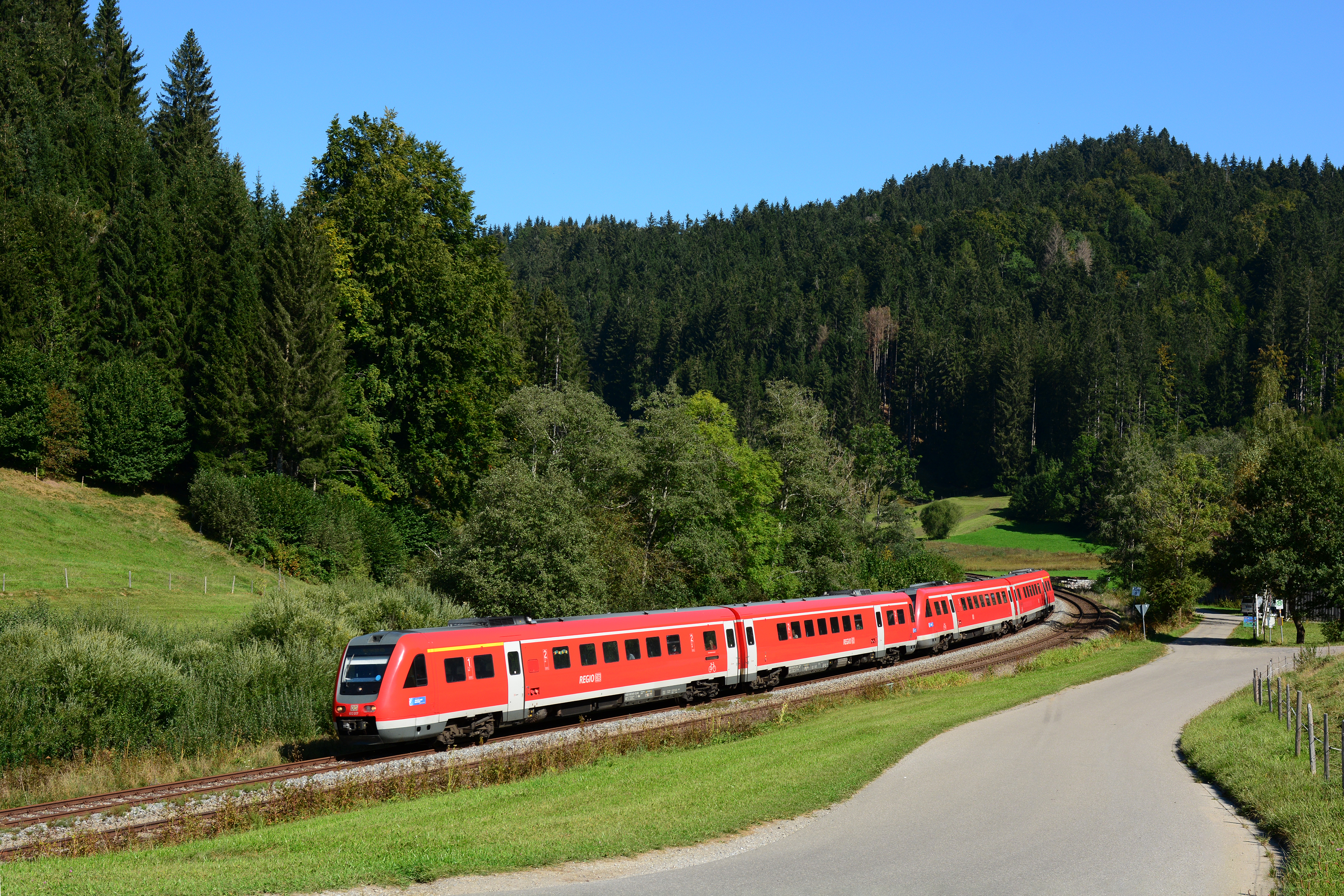
Kolej regionalna w Niemczech (DB Regio)

Kolej regionalna – kolejowe przewozy pasażerskie na małe i średnie odległości.
Ruch regionalny charakteryzuje się częstymi postojami na stacjach i przystankach, jak też możliwością skomunikowania na stacjach węzłowych z pociągami dalekobieżnymi.

## Podział kolejowych połączeń regionalnych
Wśród kolejowych połączeń regionalnych wyróżnić można:
- Pociągi przyspieszone, czyli tzw. ekspresy regionalne – łączące duże miasta, z postojami na wybranych stacjach pośrednich.
- Podmiejskie pociągi osobowe – kursujące na liniach magistralnych i drugorzędnych, z postojami na wszystkich stacjach i przystankach kolejowych, z wyjątkiem przystanków zastrzeżonych dla kolei miejskich w aglomeracjach.
- Pociągi kolei miejskich – obsługujące relacje pomiędzy miastami obszaru aglomeracyjnego z obsługą wszystkich przystanków, często korzystające z wydzielonego torowiska oraz numeracji linii, korzystające czasami z wydzielonego systemu torowego lub zasilania.
- Pociągi kolei dojazdowych – obsługujące relacje w kierunku stacji na linii magistralnej bądź centrum przesiadkowego, korzystające czasami z wydzielonego systemu torowego (np. kolej wąskotorowa) lub zasilania.

## Regionalne przewozy pasażerskie w Polsce
Regionalne przewozy pasażerskie to według ustawy o transporcie kolejowym przewozy pasażerskie w granicach jednego województwa lub realizujące połączenia z sąsiednim województwem.
Organizowanie (rozumiane jako opracowanie i wprowadzenie planu połączeń oraz zlecenie ich obsługi przewoźnikom kolejowym), zlecanie i dotowanie regionalnych przewozów pasażerskich jest w Polsce od 2001 roku zadaniem samorządów wojewódzkich.